# Barrage d'İvriz
Le barrage d'İvriz est un barrage de Turquie.

## Sources
- (en) www.dsi.gov.tr/tricold/ivriz.htm Site de l'agence gouvernementale turque des travaux hydrauliques